# 长安画派
长安画派是国画在中国大陆最重要的现代三大流派之一（另外两流派分别为新金陵画派和岭南画派），其中主要画家20世纪中后期居住在西安（古称长安）一带，因而得名。
长安画派初起于1940年代的赵望云，60年代后石鲁等将其进一步发扬光大。流派中的知名画家还有何海霞、黄胄、方济众、郑乃耶、徐庶之、康师尧、刘文西等。长安画派的特点是以西北的自然环境和风情人物来呈现阳刚美；其风格或气势磅礴、或者雄浑厚重，或生动活泼。在20世纪后期曾名满天下。由于其中坚人物陆续辞世，到90年代该画派已经逐渐式微，但其作品仍然受到强烈追捧。